# Légende d’une vie
 (janvier 2012).
Si vous disposez d'ouvrages ou d'articles de référence ou si vous connaissez des sites web de qualité traitant du thème abordé ici, merci de compléter l'article en donnant les références utiles à sa vérifiabilité et en les liant à la section « Notes et références ».
Légende d'une vie est une pièce de théâtre en 3 actes de Stefan Zweig dont le titre original est Legende eines Lebens. Elle a été écrite en 1919. Dans une courte préface, l'auteur mentionne que si quelques éléments biographiques de Friedrich Hebbel, Richard Wagner et Fiodor Dostoïevski ont servi de modèle à sa pièce, les personnages ainsi que l'intrigue sont imaginaires.

## Résumé
Leonore Franck a consacré sa vie à son défunt mari, le célèbre poète Karl Amadeus Franck. Avec l'aide du biographe attitré de l'artiste, Bürstein, elle accueille une soirée de bienfaisance destinée à présenter à toute la bonne société les premiers travaux de son fils Friedrich qu'elle destine à succéder à son père. Enfermé dans son destin, Friedrich nourrit les plus vives réticences vis-à-vis de cet événement.
Les premiers invités arrivent déjà lorsque se présente une mystérieuse femme dont on comprend bien vite qu'elle partagea autrefois la vie de l'illustre personnage.
Très vite, la peur de cet événement passé, dont on devine que Leonore a tout fait pour l'ensevelir avec la complicité du biographe, s'empare de la maîtresse de maison. La vieille dame s'emporte, exige qu'on mette l'impudente à la porte de la maison Franck. Son hystérie sème le désarroi chez Friedrich qui comprend qu'il vit depuis l'enfance dans le mensonge. Voyant en cette inconnue qu'il sent confusément proche de lui une échappatoire à son trop lourd destin, il se rend le lendemain chez elle pour connaître enfin la vérité et non l'histoire officielle méthodiquement façonnée par sa mère. Loin d'être le saint homme dont il avait toujours entendu parler, il apprend avec soulagement que son père était un homme dont l'immense talent n'effaçait pas son caractère égoïste, entièrement tourné sur son œuvre. Toute sa vie, on lui avait commandé de s'élever aussi haut que son illustre aîné, tâche impossible tant sa mère l'avait idéalisé. Enfin, la vie allait offrir quelque chance au jeune homme.

## Personnages
- Leonore FRANCK, veuve de Karl Amadeus Franck
- Friedrich Marius FRANCK, son fils
- Clarissa VON WENGEN, sa fille d’un premier mariage
- Hermann BÜRSTEIN, biographe de Karl Amadeus Franck
- Maria FOLKENHOF
- Dr KLOPFER, critique littéraire
- Johann, un vieux serviteur
- Une femme de chambre

## Adaptations
La Légende d'une vie, version scénique de Michael Stampe, éditée par Dacres Editions, octobre 2017  (ISBN 979-10-92247-66-4), spectacle créé au CADO d'Orléans, à l'affiche du Théâtre Montparnasse  à partir du 12 septembre 2018, mis en scène par Christophe Lidon, avec Natalie Dessay, Macha Méril, Bernard Alane, Gaël Giraudeau et Valentine Galey.
Légende d'une vie, traduction & adaptation à deux personnages de Caroline Rainette, Édition Etincelle, 2016. N°  (ISBN 978-2-9552190-3-4) Création de la pièce au Théo Théâtre (Paris) en 2017, reprise au théâtre du Lucernaire (Paris) en 2018.
Légende d'une vie, traduction & adaptation collective à sept personnages par la Compagnie de la Porte Ouverte. Première représentation à Saint Clément de Rivière le 22 octobre 2017. 